# Pierre Joseph Van den Broeck
Petrus Josephus (Pierre Joseph) Van den Broeck (Temse, 11 november 1781 – aldaar, 12 juni 1854) was een Belgisch politicus.

## Levensloop
In 1825 werd Van den Broeck aangesteld als burgemeester van de gemeente Temse ter vervanging van Augustien Van Strydonck, een functie die hij uitoefende tot 1830. Na de onafhankelijkheid van België werd hij als orangist vervangen door Augustien Van Strydonck. Beroepsmatig was hij handelaar.